# Freden i Brest-Litovsk

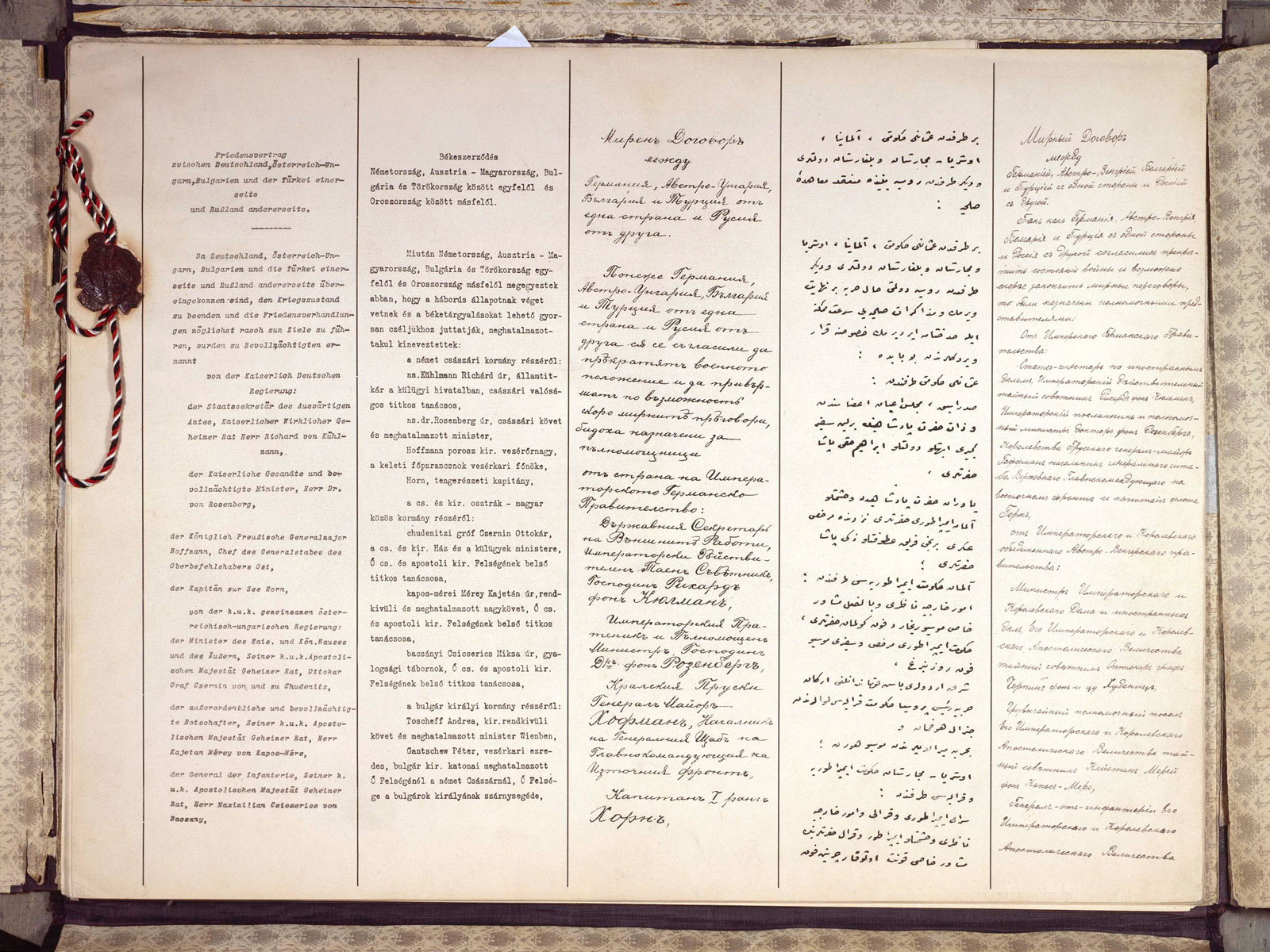
De två första sidorna i fredsfördraget.

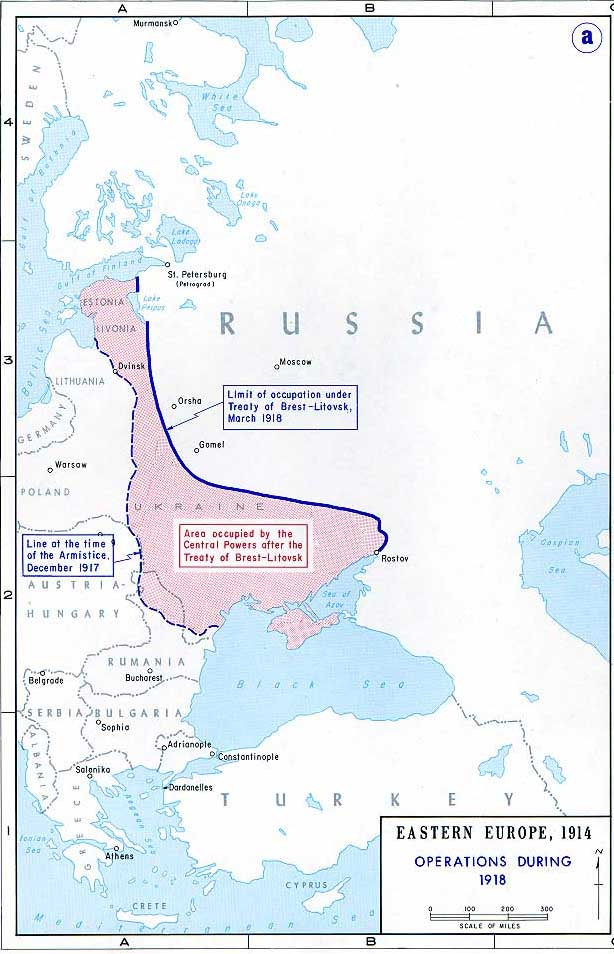
Gränsförändringar efter freden i Brest-Litovsk.

Freden i Brest-Litovsk var det första fredsfördraget i första världskriget och slöts i Brest-Litovsk den 3 mars 1918 mellan Ryssland på ena sidan och centralmakterna – Tyskland, Österrike-Ungern, Bulgarien och Osmanska riket – på den andra.
Den främsta orsaken till Rysslands sammanbrott var missnöjet med tsarregimen som kulminerade i revolutionen i november 1917. En av punkterna på Lenins agenda var att så fort som möjligt avsluta kriget med Tyskland. Fred var en av bolsjevikernas huvudkrav, som stod i motsats med den provisoriska regeringens linje. 
Ända sedan Brusilovoffensiven ebbat ut i september 1916 hade ryssarna drivits på flykten. Den ryska staten kunde i teorin mobilisera över 20 miljoner man till kriget, men det fanns knappt pengar till ens en tiondel. Allt eftersom kriget fortskred ökade skulderna, men även utöver värvningskostnader fanns det problem: det fanns inte vapen till alla. Ryssland hade för få vapenfabriker och alltför lite pengar att köpa vapen med, i synnerhet som priserna på de senare hade ökat till följd av krigstillståndet.
Rysslands västliga allierade i ententen, som själva snarare led brist på manskap, var beredda att transportera vapen till Ryssland för att öka pressen på Tyskland. Det fanns emellertid inga lämpliga passagevägar. Bosporen kontrollerades av turkarna och allt land mellan Östersjön och Svarta havet var tyskt eller österrikiskt med undantag för Rumänien, som var neutralt fram till augusti 1916, då landet trädde in i kriget på ententens sida. Emellertid föll Rumänien i december 1917 och blev därefter ockuperat av Tyskland och Österrike-Ungern. Inte heller Ishavet var någon lämplig passageväg och i Östersjön vakade den tyska flottan.
I utbyte mot fred på östfronten gav Ryssland upp Finland, Polen, Ukraina, Vitryssland, Estland, Lettland och Litauen, motsvarande hälften av sina europeiska territorier och med detta cirka 75 % av sina tunga industrier, samt landet söder om Kaukasus (Transkaukasus, nuvarande Armenien, Azerbajdzjan och Georgien). Ryssland blev också skyldigt ett krigsskadestånd på 6 miljarder guldmark. 
Fördraget upphävdes av de allierade 11 november 1918, sedan Tyskland besegrats. Efter det tyska nederlaget i väst kunde röda armén återta Ukraina, Vitryssland och Transkaukasus. Först i och med fredsfördraget i Rapallo i april 1922, vilket ersatte fördraget från Brest-Litovsk, inträdde fredstillstånd mellan Ryssland och Tyskland. 

## Lev Trotskijs tal i Petrograd 8 december 1917
Lev Trotskijs, chef över Röda armén, tal till Sovjeten i Petrograd den 8 december 1917 (dagen före inledandet av fredsförhandlingarna i Brest-Litovsk):
"Detta krig har i sanning givit prov på den människans kraft och böjlighet som gjort det möjligt för henne att uthärda exempellösa lidanden. Men det har också visat hur mycket barbari nutidens människa fortfarande bär inom sig ... Människan, naturens herre, har stigit ned i skyttegravarna och där kikar hon ut genom små hål som från en fängelsecell och lurar på sin medmänniska, det blivande bytet ... Så lågt har människan fallit ... Beklämd skäms man för människan, hennes kött, hennes ande och hennes blod, när man tänker på att folk, som har gått igenom så många av civilisationens fasor – kristendomen, enväldet och den parlamentära demokratin – folk som har insupit socialismens idéer, dödar varandra som eländiga slavar under de härskande klassernas piska. Skulle kriget få denna utgång, att folk bara återvände till sina bås för att plocka upp de eländiga smulor som de besuttna klasserna kastat till dem från sina bord, skulle detta krig sluta med imperialismens triumf, då skulle människosläktet visa sig ovärdigt sina egna lidanden och de väldiga andliga ansträngningar som det gjort under tusentals år. Men detta kommer inte att hända – det kan inte hända.

Då ryska folket nu har rest sig i det land, som tidigare var Europas gendarm, förklarar detta folk att det önskar tala till sina bröder i vapen, inte med kanonernas språk, utan med de arbetande massornas språk och den internationella solidaritetens ... Detta faktum kan inte utplånas ur folkmassornas sinnen ... och detta gäller folken i alla länder. Förr eller senare kommer de att komma till oss och sträcka ut en hjälpande hand. Men även om ... folkets fiender skulle besegra oss och vi skulle gå under ... skulle ändå minnet av oss gå från generation till generation och väcka eftervärlden till en ny kamp. Vår ställning skulle förvisso ha varit mycket säkrare om Europas folk hade rest sig tillsammans med oss, om vi fått förhandla med Karl Liebknecht, Clara Zetkin och Rosa Luxemburg i stället för med general Hoffmann och greve Czernin. Så har inte blivit fallet. Och vi kan inte klandras för detta. Våra bröder i Tyskland kan inte anklaga oss för att ha samarbetat med kaisern, deras svurne fiende, bakom deras ryggar. Vi talar till honom som till en fiende – vi mildrar inte vår oförsonliga fientlighet mot tyrannen.

Stilleståndet har medfört ett uppehåll i striderna. Kanonernas dån har tystats och alla väntar oroligt på att få höra med vilken röst den sovjetiska regeringen ämnar tala med Hohenzollern och Habsburg. Ni måste stödja oss i detta vårt nödtvungna samtal med dem som är frihetens fiender ... så inte en enda atom av frihet får offras åt imperialismen. Först då kommer den verkliga betydelsen av våra strävanden att tränga djupt in i de tyska och österrikiska folkens medvetande."